# Johan Tysk
Johan Tysk, född 16 februari 1960 i Falun, Dalarna, är en svensk matematiker och från 1 april 2006 professor i samma ämne vid Uppsala universitet. Mellan 2014 och 2023 var han vicerektor för vetenskapsområdet för teknik och naturvetenskap, Uppsala universitet.
Johan Tysk disputerade 1986 vid University of California, Los Angeles, efter att tidigare studerat matematik vid Uppsala Universitet. Tysk var mellan 1987 och 1991 verksam som Assistant Professor vid Columbia University in the City of New York., men sedermera vid Uppsala universitet. Han forskar på problem om paraboliska och stokastiska differentialekvationer, ofta motiverade av frågeställningar inom finansiell teori. Tidigare har han forskat inom differentialgeometri. Tysk är medlem av Kungliga Vetenskaps-Societeten i Uppsala och Kungliga Vetenskapssamhället i Uppsala.
Sedan 2021 är Tysk inspektor vid Västmanlands-Dala nation i Uppsala och sedan 2023 är han ordförande i Karlfeldtsamfundet.